# Nouamghar
Nouamghar este o comună din Regiunea Dakhlet Nouadhibou, Mauritania, cu o populație de 4.151 locuitori.